# はなさないでよ feat. 青山テルマ
はなさないでよ feat. 青山テルマ（はなさないでよ フィーチャリングあおやまてるま）は、2010年5月26日に発売されたSoulJa8枚目のシングル。

## 収録曲
1. はなさないでよ feat. 青山テルマ（作詞・作曲：SoulJa）
2. Missing you feat. 鳳山えり （作詞・作曲：SoulJa）